# Assunta (Moroni)
L'Assunta conosciuta anche come Assunta del Misma è un dipinto olio su tela di Giovan Battista Moroni, datato 1566 e conservato come pala d'altare nella chiesa di Cenate Sopra intitolata a san Leone papa, ma che era stato eseguito dall'artista albinese per la piccola chiesa di Santa Maria Assunta sul monte Misma.

## Storia
Nel comune di Albino - paese originario dell'artista - è segnalata la presenza di pre' Leone Cucchi, che era originario di Martinengo dove era nato nel 1540 la cui sorella, Bianca, aveva contratto matrimonio con Fabrizio Personeni figlio di Battista, notaio di Francesco Moroni padre del Giovan Battista.. Questo testimonia che i rapporti tra i vari personaggi erano di una certa importanza. Il Cucchi quando era ancora chierico, aveva ottenuto dallo zio Guido, la prepositura della chiesa sul Misma, con la bolla papale di Paolo III del 21 marzo 1546. Il sacerdote divenne molto importante per le future commissioni del Moroni, in alcuni paesi che lo videro parroco. Don Leone Cucchi si fece infatti immortalare nella tela San Martino con povero e offerente, per la chiesa di san Martino di Cenate Sotto. 
La piccola chiesa intitolata all'Assunzione della Vergine, era troppo dislocata dal centro urbano e posta a 679 m s.l.m. scomoda, e usata dai fedeli sono nel periodo estivo e durante le feste mariane, e gestita da un romita che viveva di carità e che curava l'edificio.  Per questa chiesa il giovane sacerdote commissionò la pala dedicata alla Madonna assunta in cielo, forse facendosi anche ritrarre nei panni del giovane apostolo Giovanni.
La tela fu spostata dalla chiesa mariana alla chiesa parrocchiale di Cenate Sopra a causa di un tentativo di furto del 1852, chiesa che conserva opere d'arte anche di altri artisti bergamaschi: Gian Paolo Cavagna, Carlo Ceresa, Antonio Cifrondi e Francesco Capella.
La tela del medesimo soggetto, è conservata nella pinacoteca di Brera, eseguita nel 1570 per l'altare maggiore della chiesa del monastero femminile benedettino di Bergamo, soppresso durante l'occupazione napoleonica del 1797, firmato IO. BAP. MORONUS P.. Il Moroni per questo dipinto si rifece alla grande pala del Moretto suo maestro, presente nel Duomo vecchio di Brescia. La tela è esposta a Brera dal 1811.

## Descrizione
La tela dalle grandi dimensioni è divisa in due parti, quella inferiore dipinge i dodici apostoli che ammirano la Madonna che ascende al cielo. L'artista concede ad ogni apostolo una particolare espressione, e proprio dell'espressione dei personaggi la caratteristica dell'artista. Il Moroni li raffigura felici, non troppo stupiti dell'ascesa al cielo della Madonna, sanno che questa è una conferma della loro fede, anzi il personaggio centrale, con il libro delle sacre scritture aperto, si volge al fedele come a rinfrancarlo che quanto vede sta realmente accadendo.
La parte superiore è completamente riempita dalla donna che sorretta da piccoli angeli posta in una mandorla di nuvole ascende al cielo. La donna è illuminata dai grandi raggi di sole che indorano il cielo alle sue spalle. La luce accesa del cielo contrasta con colori cangianti dell'abito e del manto della Vergine. Il buio è sulla terra, la luce è del cielo. La donna ha lo sguardo carico di affetto verso la terra, la serenità di giungere al cielo, con la malinconia di chi lascia per sempre i propri affetti.